# 布敦

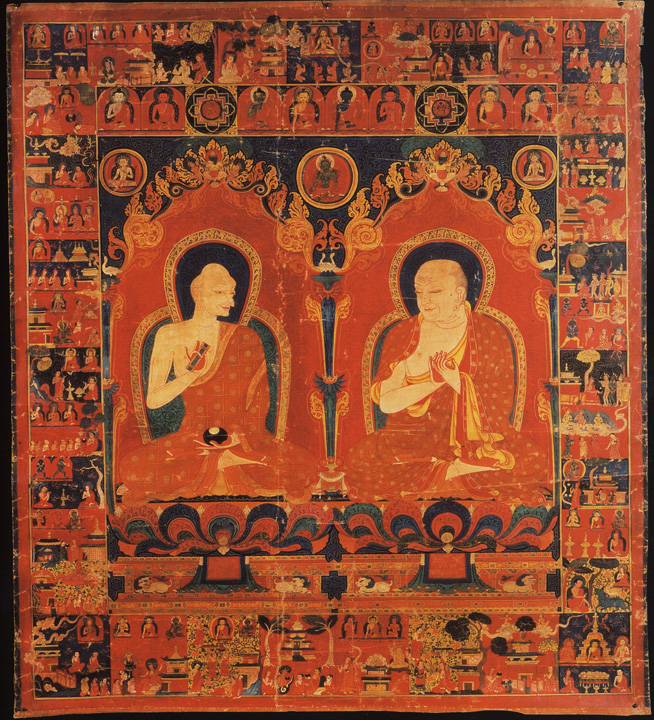
布敦(左)和他的繼承者

布敦仁欽珠（藏語：བུ་སྟོན་རིན་ཆེན་འགྲུབ་，威利转写：Bu-ston Rin-chen 'Grub或，1290年—1364年 ），又稱亦称“布敦宝成”元人譯為卜思端，仁欽珠為其法名，意譯為宝成，生於後藏夏麥袞奈（今薩迦縣吉定鄉），为元代藏传佛教薩迦派绰普系高僧。

## 生平
其早年参学西藏各派显密法门，并跟学数位阿闍黎。此后，居夏魯寺，翻译《记论迦罗波经释》、《金刚甘露释难》、《金刚藏庄严释难》、《大菩提塔样尺寸》等，并写《吉祥胜乐根本续大疏》、《善逝教法史》、《续部总目录》、《论著译典目录》、《如意珠自在王鬘》、《如意珠宝箧》等著作。其弟子根据其学说，形成夏魯派。

## 思想貢獻
確立了密教四分法，將密續經典分成四大部份。

## 著作
《布頓佛教史》。